# کوشک حمیدیه
کوشک حمیدیه مربوط به اواخر دوره قاجار -اوایل دوره پهلوی است و در حمیدیه از توابع خوزستان، کوشک حمیدیه واقع شده و این اثر در تاریخ ۱۰ مهر ۱۳۸۰ با شمارهٔ ثبت ۳۹۸۰ به‌عنوان یکی از آثار ملی ایران به ثبت رسیده است. این بنا همچون دیگر بناهای ثبت شده بارها مورد تعرض توسط شرکت بهره‌برداری کرخه و شاوور و شهرداری حمیدیه قرار گرفته‌است. گفته می‌شود غانم سواری اولین کسی است که میراث باستانی این شهر را معرفی کرد و در زمینه جلوگیری از تخریب آثار باستانی شهر حمیدیه فعالیت کرده‌است. سال ۱۳۸۴ خسارات وارد شده به کوشک حمیدیه نزدیک به ۶۰ درصد برآورد شده بود.

## مساحت و محل بنای قصر حمیدیه
قصر حمیدیه به مساحت ۶ هکتار در چهار ساختمان در کنار رودخانه کرخه قرار گرفته‌است و در دوران جنگ تحمیلی محل استقرار تیپ الحدید، سپاه پاسداران و سپاه حمیدیه و گردان امام علی بوده‌است.

## تعرض به بنای قصر حمیدیه
سال ۱۳۸۴ خسارات وارد شده به قصر حمیدیه نزدیک به ۶۰ درصد برآورد شده بود. برای چندین بار بیل‌های میکانیکی شرکت بهره‌برداری کرخه و شاوور به این بنای ثبت شده تعرض کرده‌اند. گفته می‌شود از زمان واگذاری این بنا به شرکت بهره‌برداری کرخه و شاوور وابسته به سازمان آب و برق خوزستان، روز به روز بر شدت تخریب آن بنا افزوده می‌شود. 

دوستداران میراث فرهنگی می‌گویند که به رغم همه توافقات ۱۲ ماده‌ای در خصوص چگونگی سرنوشت قصر تاریخی حمیدیه، فی مابین شرکت بهره‌برداری کرخه و شاوور وابسته به سازمان آب و برق و اداره کل میراث فرهنگی خوزستان در اوایل دهه ۸۰ شمسی، تنها یک ماده از آن توافقنامه به اجرا درآمده است.

## تخریب بخشهایی از بنای کوشک
در سال ۱۳۸۴ مدیر کل وقت میراث فرهنگی خوزستان با اشاره به مشکلات متعدد کوشک به دلیل دخل و تصرف در عرصه و حریم اثر، تخریب سقف به‌طور کامل که منجر به ریزش سقف زیر زمین شد، تفکیک حریم، تخریب دیوارها و ستون‌های بنا و همچنین استفاده از مصالح ناهمگون در بنا، طی نامه‌ای رسمی پیشنهاد می‌دهد که به منظور گسترش فعالیت‌های باستان‌شناسی در غرب خوزستان که نیازمند مکانی با شرایط اثر ملی کوشک حمیدیه است، این بنا به سازمان میراث فرهنگی کشور منتقل شود.
همچنین در سال ۱۳۷۸ نیز وزارت فرهنگ و ارشاد اسلامی احداث کتابخانه عمومی در اثر ملی یاد شده را پیشنهاد کرد که ظاهراً با توافق سازمان آب و برق خوزستان به انعقاد توافقنامه‌ای میان شورای شهر حمیدیه، میراث فرهنگی و اداره کل فرهنگ و ارشاد اسلامی خوزستان منجر شد و موضوع از طریق فرمانداری اهواز مورد پیگیری قرار گرفت اما بی‌نتیجه ماند.

### تخریب توسط شرکت بهره‌برداری کرخه و شاوور
شرکت بهره‌برداری کرخه و شاوور در سال ۱۳۸۰ بدون رعایت اصول علمی مرمت بناهای تاریخی اقدام به آواربرداری و تخریب سقف اثر ملی کوشک حمیدیه کرد که منجر به باز شدن پرونده‌ای قضایی در این زمینه شد.
همچنین به گفته دوسداران میراث فرهنگی حمیدیه، طبق مادهٔ ۵۵۸ تا ۵۶۹ قانون مجازات اسلامی، سازمان آب و برق خوزستان با نقض مادهٔ ۵۶۶، تاکنون سه خانوار از کارکنان خود را در آن محل اسکان داده که این امر نشانگر سوءنیت به انهدام کامل اثر تاریخی کوشک حمیدیه است.

## تخریب، قطع و سوازاندن درختان محوطه کوشک توسط شهرداری حمیدیه
افرادی شبانه با اره‌های برقی برخی درختان اطراف محوطه کوشک حمیدیه را قطع کردند و محوطه باستانی را مورد تعرض قرار دادند. گفته می‌شود این اقدام توسط شهرداری شهر حمیدیه انجام شده که مورد اعتراض بسیاری از دوستداران میراث فرهنگی حمیدیه و استان قرار گرفته‌است. شهرداری حمیدیه پیش از این نیز اقدام به صدور پروانه ساخت و ساز در محوطهٔ تاریخی حمیدیه کرده بود.